# Pachycondyla croceicornis
Pachycondyla croceicornis är en myrart som först beskrevs av Carlo Emery 1900.  Pachycondyla croceicornis ingår i släktet Pachycondyla och familjen myror. Inga underarter finns listade i Catalogue of Life.

## Bildgalleri

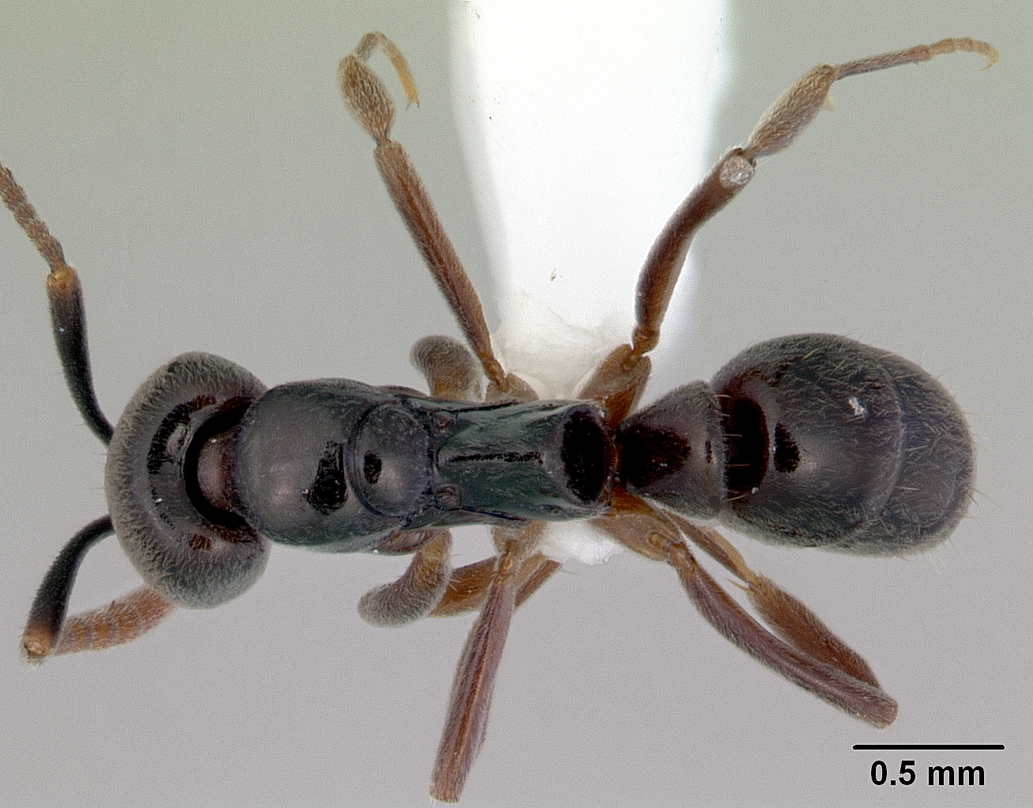
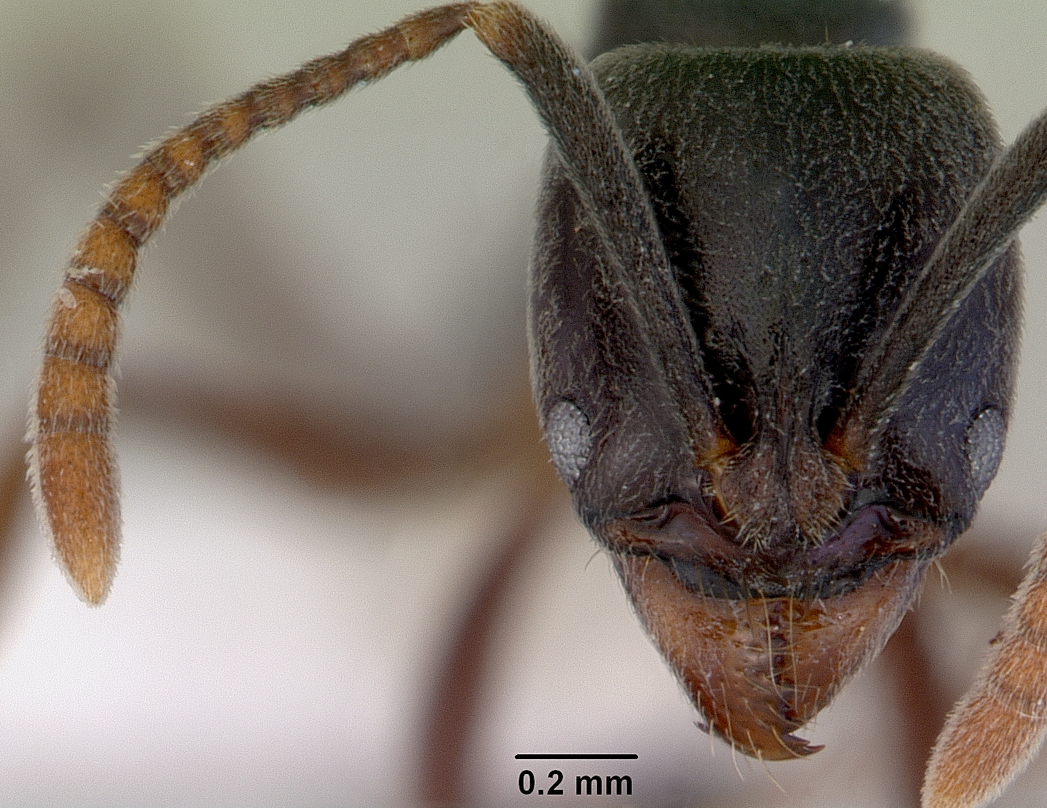
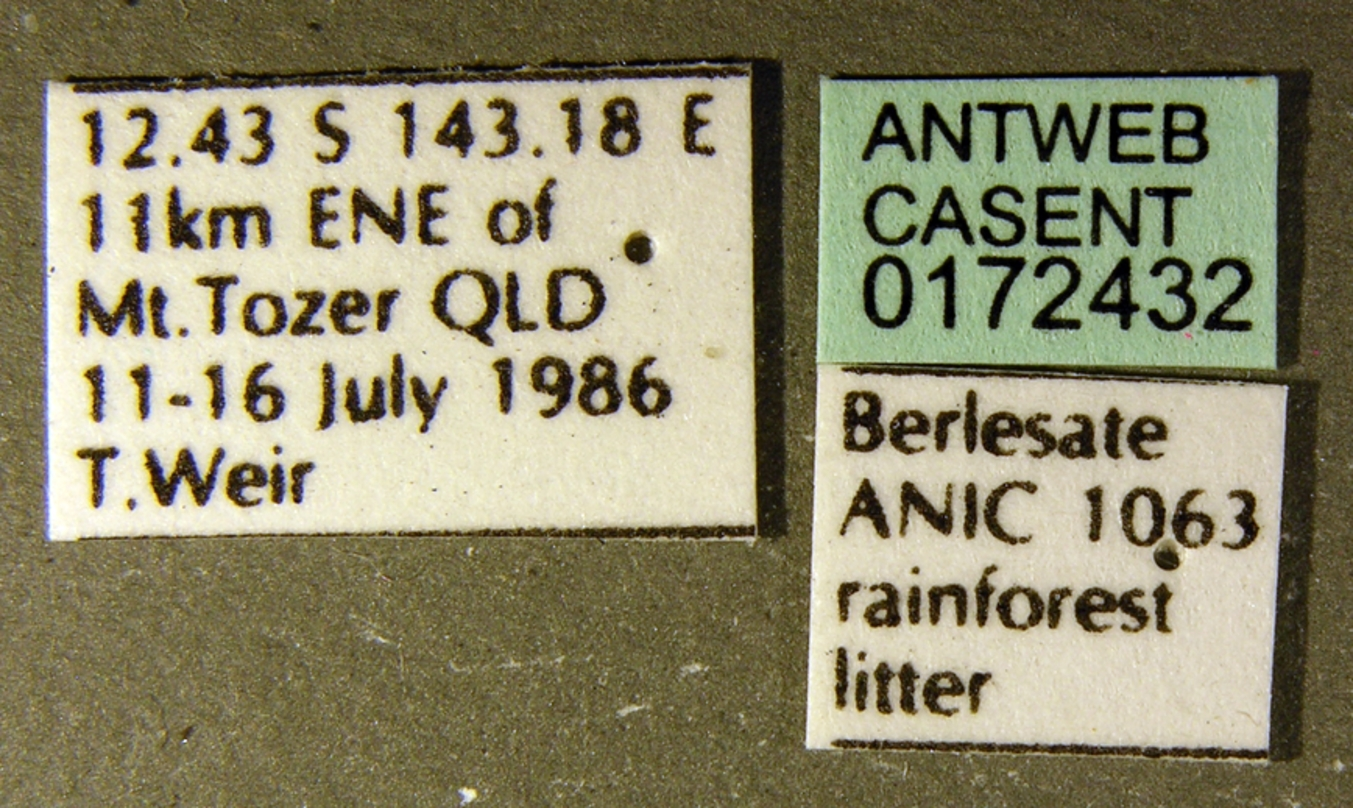
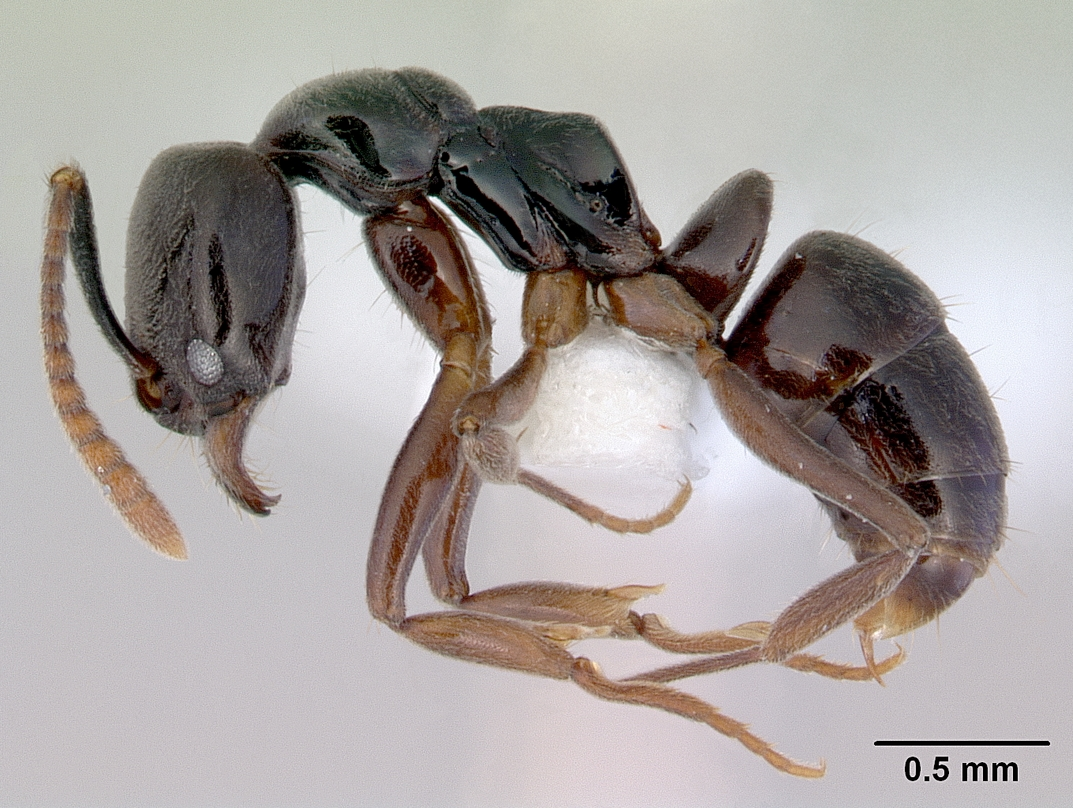
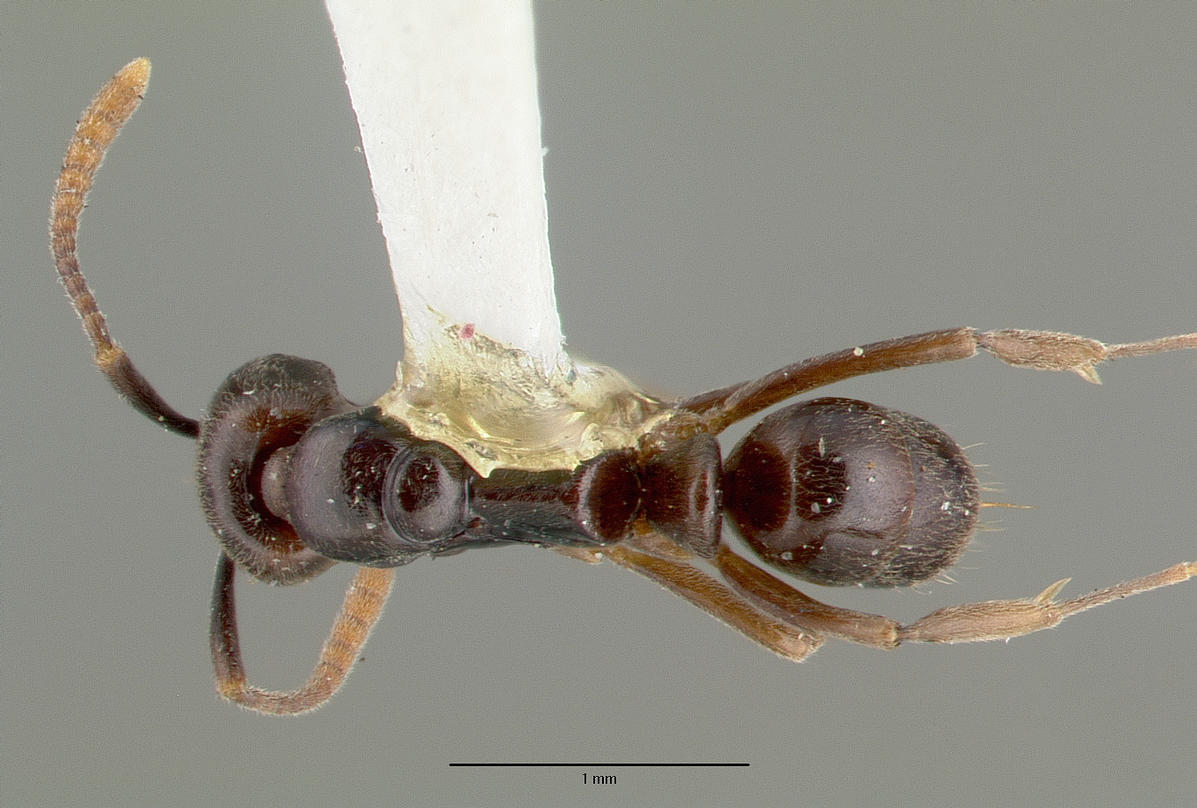
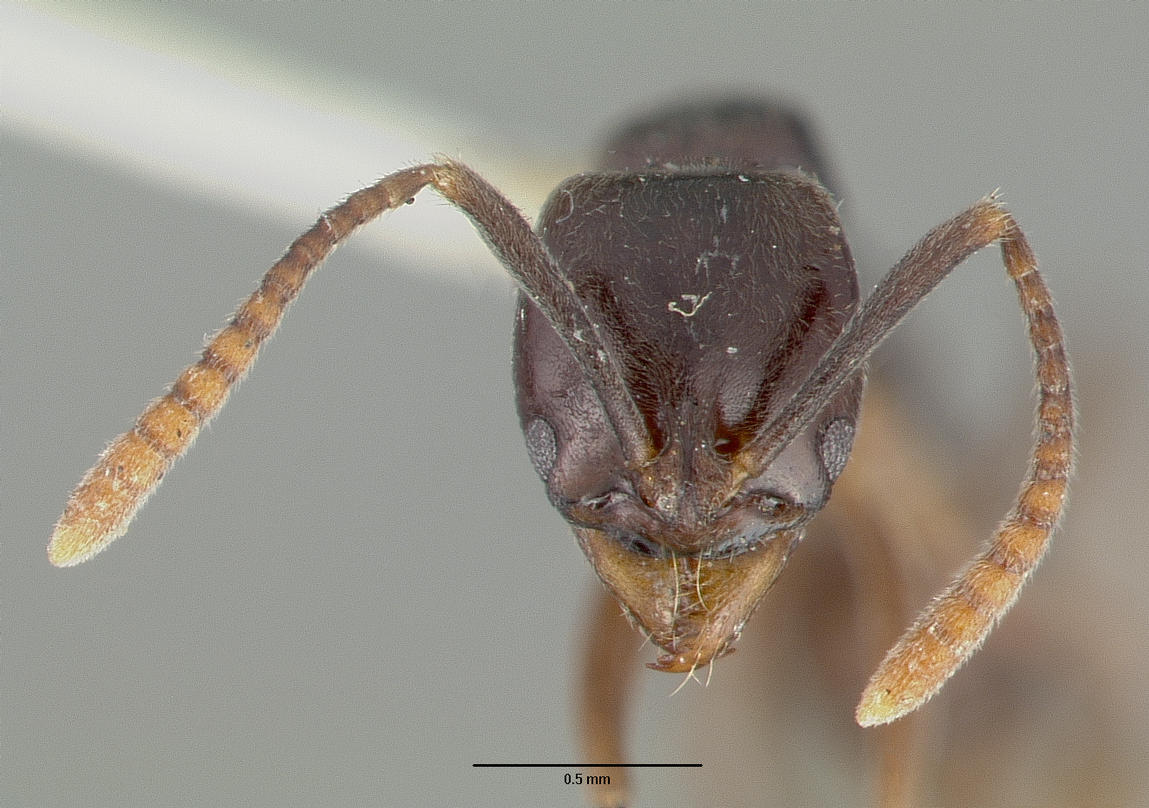